# Jan Janszoon
Ne doit pas être confondu avec Murat Rais ou Mourad Rais (frégate).
Pour les articles homonymes, voir Janszoon.
Jan Janszoon van Haarlem (vers 1570 - vers 1641), Jan Janssen de Haarlem, Jan Janz, ou encore John Barber ou capitaine John, connu également en Algérie et en Afrique du Nord sous le nom de Mourad Rais ou Murad Reis est un marin hollandais qui pratiquait la piraterie.
Originaire de Haarlem, il se convertit à l'islam après sa capture par des pirates barbaresques en 1618. Tout d'abord basé à Alger, il navigue alors avec un autre corsaire hollandais, Suleyman Raïs ; il devient par la suite pirate à Salé où il est, entre 1624 et 1627, le grand amiral de la république de Salé (connue également sous le nom de république des pirates du Bouregreg), qu'il dirige donc à ce titre. Il s'illustre notamment par ses raids en Islande et en Irlande

## Biographie

### Premières années
Jan Janszoon est né à Haarlem, en Hollande en 1575. On sait peu de choses de ses premières années, en dehors du fait qu'il s'est marié jeune et qu'il a un enfant, Lysbeth Janszoon van Haarlem. La fin de son nom (van Haarlem) n'est rien d'autre qu'une indication toponymique, signalant qu'il est originaire d'une famille de Haarlem, aux Pays-Bas,.

### Capture par les pirates barbaresques
Jan Janszoon est capturé par des pirates barbaresques en 1618, à Lanzarote (îles Canaries) et emmené comme captif à Alger. Il était fréquent de voir des animistes, des chrétiens ou des juifs vivant sous domination musulmane adopter l'islam pour échapper à leur condition servile, car l'islam interdit qu'un musulman réduise en esclavage un coreligionnaire : voir les souvenirs de Germain Moüette à ce sujet. Après sa conversion, il navigue avec le fameux pirate Suleyman Raïs, connu également sous le nom de Salomo de Veenboer, que Janszoon connaissait d'avant sa capture, et qui, tout comme lui, était un hollandais chrétien converti à l'Islam. Mais Alger ayant entre-temps fait la paix avec de nombreuses nations européennes, la ville ne peut plus servir de base d'opération à Jan Janszoon, qui, après la mort de Suleyman Rais (tué par un boulet de canon en 1619) émigre vers la côte de Barbarie et le port de Salé pour y devenir pirate pour son propre compte, par opposition à pirate pour le compte d'un autre, fût-il Suleyman Raïs. Mais le terme le plus correct est bien corsaire, et non pirate.

### Corsaire à Salé
L'activité corsaire à Salé est une conséquence lointaine de la Reconquista espagnole, lorsque Philippe III d'Espagne décide en 1609 d'expulser définitivement d'Espagne les musulmans qui y restent encore. Aux Hornacheros déjà partis s'installer à la kasbah des Oudayas, près de Salé, se joignent alors de nombreux Morisques andalous ; ces musulmans émigrés d'Espagne utilisent les richesses qu'ils ont pu emporter pour armer en course quelques navires et s'en prendre aux navires et aux côtes européennes bordant l'Atlantique.
À la fois capitaine et armateur, Jan Janszoon fait rapidement fortune dans cette ville étrange où l'espagnol est la langue véhiculaire, et dont les renégats européens de toutes origines fournissent les spécialistes (pilotes, canonniers, calfats, maîtres de manœuvre, chirurgiens...). Ses talents lui valent d'être nommé en 1624 au poste suprême de grand amiral de Salé, qu'il dirige jusqu'en 1627, date à laquelle il part de nouveau pour Alger.

### Expéditions lointaines

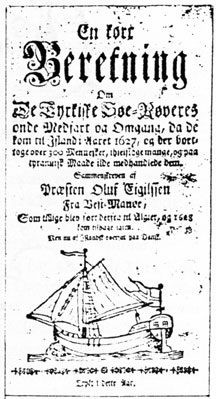
Couverture du livre de Oluf Eigilsson, islandais enlevé par Jan Janszoon en 1627 ; après sa libération, de retour en Islande, il écrit un livre sur sa vie chez les corsaires.

Pendant sa carrière de corsaire de Salé, puis après son départ en 1627, Jan Janszoon met sur pied plusieurs expéditions lointaines particulièrement audacieuses :

#### Raid sur l'Islande de 1627
Jan Janszoon effectue en 1627 un raid particulièrement audacieux sur Reykjavik. L'expédition permet de ramener des peaux, du poisson fumé, mais surtout, 400 Islandais. D'autres sources mentionnent également, au cours de cette même expédition, le sac de Grindavík et d'autres lieux tels que les îles Vestmann. Cette expédition témoigne en tout cas de l'emprise des corsaires de Salé sur l'Atlantique, pendant que les Barbaresques d'Alger ont la mainmise sur la piraterie en mer Méditerranée.

#### Sac de Baltimore en 1631
Lors d'une expédition peu fructueuse, Janszoon a recours à un captif pris au cours de l'expédition, un catholique nommé John Hackett, pour obtenir des informations sur les cibles potentielles qui pourraient s'avérer intéressantes. Or, les catholiques irlandais nourrissent alors quelques griefs contre les habitants de Baltimore, dans le comté de Cork, au sud de l'Irlande, car ceux-ci sont protestants, et Hackett désigne donc la ville comme une proie de choix. Le 20 juin 1631, Jan Janszoon, à la tête de corsaires, effectue un coup de main contre Baltimore, qu'il met à sac en enlevant 108 personnes selon certains, mais 237 selon le Père Dan, libérant les Irlandais celtes pour ne conserver que des Anglais qu'il revendra comme esclaves sur les marchés d'Afrique du Nord. Hackett sera ensuite arrêté et pendu ; dans l'histoire de l'Irlande, il est considéré comme un patriote, alors qu'il est vu comme un traître par l'histoire de l'Angleterre.

### Fin de sa vie
En 1635, il est capturé avec beaucoup de ses hommes près de Tunis par les Hospitaliers de l'ordre de Saint-Jean de Jérusalem. Enfermé dans les cachots de l'île de Malte, il est libéré en 1640. Il retourne alors au Maroc, où il est nommé gouverneur de la forteresse de Oualidia, près de Safi.
Là, à l'occasion de l'arrivée du nouveau consul néerlandais, il reçoit la visite de sa fille Lysbeth Janszoon, venue tout exprès des Pays-Bas. Il l'accueille en grande pompe, et elle reste auprès de lui jusqu'en août 1641, où elle retourne aux Pays-Bas. Il est alors devenu un vieil homme affaibli, qui se retire tant de la vie politique que de la piraterie, et dont on ignore ensuite le sort.